# La Glacière (Alger)
 (février 2020).
Si vous disposez d'ouvrages ou d'articles de référence ou si vous connaissez des sites web de qualité traitant du thème abordé ici, merci de compléter l'article en donnant les références utiles à sa vérifiabilité et en les liant à la section « Notes et références ».
La Glacière (ou Cité Bel Air), est un quartier populaire difficile de Bachdjerrah,, commune d'Alger, en Algérie, c'est l'un des quartiers les plus historiques d'Alger.

## Géographie
Le quartier de la Glacière est situé au nord de la commune de Bachdjerrah chevauchant les communes de Hussein Dey et d'El Harrach.

## Le vieux quartier
Ce quartier est considéré comme l'un des plus anciens de la capitale. Il se caractérise par l'originalité de ses habitants et leur préservation des traditions, bien que le quartier souffre d'une insécurité et d'une délinquance enracinée. Ce quartier, comme d'autres quartiers populaires de la capitale, a joué un grand rôle dans la révolution de libération et a présenté des moudjahidines et des martyrs à la patrie.

## Transports
La Glacière est desservie par le tramway d'Alger ainsi que par le réseau ferré de la banlieue d'Alger.

## Éducation
Le quartier possède un collège, deux écoles et un pôle de formation.
- CEM Salma Mrizek.
- École élémentaire Mustapha Ben Boulaid.
- École élémentaire Moussa Maarouf.
- Air Algérie Pôle Technique et Formation.
- La faculté des Sciences Islamiques de Kharouba (Université Alger 1) n'est pas loin du quartier, dans la commune voisine d'Hussein Dey.

## Sport
La Glacière abrite un stade du NA Hussein Dey. Ce quartier est un bastion pour ce grand club, mais aussi pour l'USM El Harrach club de la ville voisine.
En effet, la majorité de la population de la Glacière supporte le NAHD, il y a aussi beaucoup de talents sortis de ce quartier tel que Sofiane Bendebka.

## Personnalités
Le quartier a présenté plusieurs personnalités dans plusieurs domaines, parmi lesquels :
- Boualem Bennani
- M'hamed Benguettaf
- Sofiane Bendebka
- Abdellah Guettaf (Chanteur de chaabi)
- Hamid Achouri (Acteur)
- Tahraoui Mounir (Calligraphe)